# کاتین (روستا)
کاتین (روسی: Кáтынь ; (به لهستانی: Katyń) [ˈkatɨɲ]) یک منطقه روستایی در ناحیه اسمولنسکی در استان اسمولنسک، روسیه است که تقریباً در ۲۰ کیلومتر (۱۲ مایل) غرب اسمولنسک واقع شده است. این روستا در سال ۲۰۰۷ دارای ۱۷۳۷ نفر جمعیت بوده است.

## جغرافیا
کاتین در غرب شهر اسمولنسک (حدود ۱۸ کیلومتر از مرکز) واقع شده است و حدود ۶۰ کیلومتر از مرزهای روسیه با بلاروس فاصله دارد و یک ایستگاه در خط راه‌آهن بین‌المللی برلین - ورشو - مینسک - مسکو دارد.

## اقلیم
کاتین دارای آب و هوای قاره ای مرطوب تابستانی گرم است.
| داده‌های اقلیم کاتین                                                                     | داده‌های اقلیم کاتین | داده‌های اقلیم کاتین | داده‌های اقلیم کاتین | داده‌های اقلیم کاتین | داده‌های اقلیم کاتین | داده‌های اقلیم کاتین | داده‌های اقلیم کاتین | داده‌های اقلیم کاتین | داده‌های اقلیم کاتین | داده‌های اقلیم کاتین | داده‌های اقلیم کاتین | داده‌های اقلیم کاتین | داده‌های اقلیم کاتین |
| ماه                                                                                     | ژانویه              | فوریه               | مارس                | آوریل               | مه                  | ژوئن                | ژوئیه               | اوت                 | سپتامبر             | اکتبر               | نوامبر              | دسامبر              | سال                 |
| --------------------------------------------------------------------------------------- | ------------------- | ------------------- | ------------------- | ------------------- | ------------------- | ------------------- | ------------------- | ------------------- | ------------------- | ------------------- | ------------------- | ------------------- | ------------------- |
| میانگین بیش‌ترین °C (°F)                                                                 | −۴٫۲ (۲۴)           | −۳٫۴ (۲۶)           | ۲٫۲ (۳۶)            | ۱۱٫۱ (۵۲)           | ۱۷٫۳ (۶۳)           | ۲۰٫۵ (۶۹)           | ۲۳٫۰ (۷۳)           | ۲۱٫۶ (۷۱)           | ۱۶٫۰ (۶۱)           | ۸٫۷ (۴۸)            | ۲٫۶ (۳۷)            | −۱٫۵ (۲۹)           | ۹٫۴۹ (۴۹٫۱)         |
| میانگین روزانه °C (°F)                                                                  | −۶٫۳ (۲۱)           | −۵٫۸ (۲۲)           | −۱٫۲ (۳۰)           | ۶٫۶ (۴۴)            | ۱۳٫۱ (۵۶)           | ۱۶٫۷ (۶۲)           | ۱۹٫۲ (۶۷)           | ۱۷٫۸ (۶۴)           | ۱۲٫۴ (۵۴)           | ۶٫۱ (۴۳)            | ۰٫۸ (۳۳)            | −۳٫۲ (۲۶)           | ۶٫۳۵ (۴۳٫۵)         |
| میانگین کم‌ترین °C (°F)                                                                  | −۸٫۷ (۱۶)           | −۸٫۸ (۱۶)           | −۴٫۹ (۲۳)           | ۱٫۵ (۳۵)            | ۷٫۸ (۴۶)            | ۱۱٫۸ (۵۳)           | ۱۴٫۶ (۵۸)           | ۱۳٫۵ (۵۶)           | ۸٫۷ (۴۸)            | ۳٫۴ (۳۸)            | −۱٫۱ (۳۰)           | −۵٫۲ (۲۳)           | ۲٫۷۲ (۳۶٫۸)         |
| بارندگی میلی‌متر (اینچ)                                                                  | ۵۳ (۲٫۰۹)           | ۴۷ (۱٫۸۵)           | ۴۵ (۱٫۷۷)           | ۴۶ (۱٫۸۱)           | ۷۵ (۲٫۹۵)           | ۸۴ (۳٫۳۱)           | ۹۷ (۳٫۸۲)           | ۸۰ (۳٫۱۵)           | ۶۵ (۲٫۵۶)           | ۶۸ (۲٫۶۸)           | ۵۷ (۲٫۲۴)           | ۵۰ (۱٫۹۷)           | ۷۶۷ (۳۰٫۲)          |
| منبع: https://en.climate-data.org/asia/russian-federation/smolensk-oblast/katyn-447685/ |                     |                     |                     |                     |                     |                     |                     |                     |                     |                     |                     |                     |                     |

## تاریخ
قبل از جنگ جهانی اول، گنزدوو با جنگل کاتین متعلق به خانواده کوزلینسکی بود. در قرن نوزدهم، پیوتر کوزینسکی با لئوکادیا لفترئو، دختر مدیر شرکت ساخت و ساز راه‌آهن انگلیسی در روسیه ازدواج کرد. بر اساس مقالات ازدواج Gniezdovo و Katyn به مالکیت مشترک بریتانیایی‌ها درآمدند.

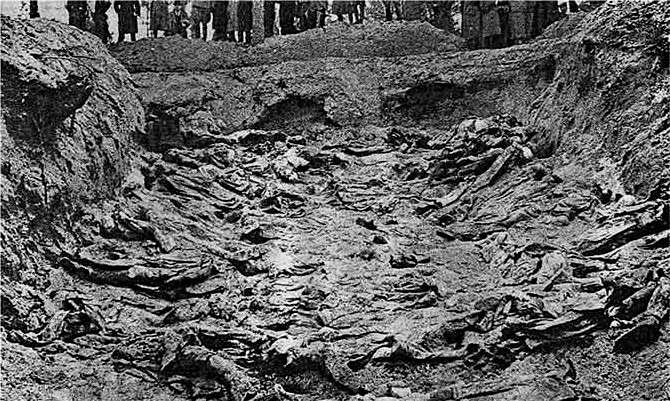
گور دسته جمعی قربانیان قتل‌عام کاتین پس از کشف در سال ۱۹۴۳

جنگل کاتین، در مجاورت روستا، محل قتل‌عام کاتین در طول جنگ جهانی دوم بود که در آن هزاران افسر لهستانی و سایر شهروندان اسیر کشته شدند. در ۵ مارس ۱۹۴۰، استالین به همراه وروشیلف، میکویان و مولوتوف پیشنهادی از سوی بریا را تصویب کرد که منجر به کشته شدن۲۱۸۵۷ لهستانی شد.
علیرغم ادعاهای لهستانی‌ها، اتحاد جماهیر شوروی آلمان نازی را مسئول کشتارهای دسته جمعی دانست و تلاش کرد دخالت خود را پنهان کند و تا آنجا پیش رفت که نام بردن از کشتار کاتین در اتحاد جماهیر شوروی را ممنوع کرد. در سال ۱۹۹۰، میخائیل گورباچف، رهبر شوروی، اعتراف کرد که کمیساریای خلق لهستانی‌ها را اعدام کرده است و دو محل دفن دیگر شبیه به مکان در کاتین را تأیید کرد: مدنویه و پیاتیختکی. تعدادی از گورهای دسته جمعی قبلی قربانیان نظام شوروی نیز در آنجا پیدا شده است، زیرا جنگل کاتین مدت‌ها به عنوان محل اعدام شهروندان شوروی مورد استفاده قرار می‌گرفت.
کمیساریای خلق تصمیم گرفت اسرای جنگی و «اعضای سازمان‌های مختلف ضدانقلاب، زمین‌داران سابق، کارخانه‌داران، افسران سابق لهستانی، مقامات و فراریان» را اعدام کند. در سال ۲۰۰۴، دادستان‌های لهستانی این را به عنوان طرحی برای حذف بخشی از «نخبگان فکری ملت لهستان» برای «جلوگیری از تولد دوباره دولت لهستان» توصیف کردند.
فیلم لهستانی کاتین محصول ۲۰۰۷ به کارگردانی آندری وایدا تفسیری از وقایعی است که منجر به اعدام دسته جمعی شد.